# Moviment Red Power

Una bandera del Moviment Indi Americà

El moviment Red Power va ser un dels molts moviments de drets civils que van sorgir als Estats Units des de 1950 a 1970 (també coneguda com l'era dels drets civils). El Moviment Red Power, també conegut com a American Indian Movement (AIM), es va dedicar a aconseguir del govern federal dels Estats Units que tornés la terra que va ser anteriorment propietat dels nadius americans. El 1969, els nadius americans van tractar de recuperar l'illa d'Alcatraz, que havia estat separada del seu territori natiu.
L'expressió Red Power ('Poder roig'), atribuïda a l'escriptor Vine Deloria Jr, manifesta comunament un creixent sentiment d'identitat paníndia a finals de 1960 entre els amerindis dels Estats Units.
El major catalitzador del Red Power va ser l'ocupació de la presó federal deserta a l'illa d'Alcatraz a la badia de San Francisco, el 20 de novembre de 1969. Un grup de 89 indis, majoritàriament estudiants universitaris que es van identificar com a "indis de totes les tribus", reclamaren l'illa d'acord amb els termes d'un tractat de 1868 dels Estats Units amb els sioux, que donava als amerindis els drets sobre la propietat federal no utilitzada en terra índia. El grup va exigir fons federals per a un centre cultural i educatiu multifacètic. Van rebre la visita de molts activistes i van inspirar altres esdeveniments. Per exemple, l'any següent, el dia d'acció de gràcies de 1970 l'American Indian Movement (AIM) va portar la seva primera protesta: va pintar Plymouth Rock de vermell i ocupà el Mayflower II a Boston. Al següent any i mig a Alcatraz, una força mitjana al voltant de 100 persones i un corrent de visitants de nombroses tribus, celebra l'ocupació de l'illa. Encara que els manifestants van fracassar en última instància d'aconseguir els seus objectius específics, ajudà a catalitzar la comunitat índia. Amb l'ocupació d'Alcatraz, va dir un participant, "vam recuperar el nostre valor, el nostre orgull, la nostra dignitat, la nostra humanitat."
A l'avantguarda del Moviment Red Power va ser l'AIM, que va ser fundat el 1968 a Minneapolis (Minnesota). Els seus membres pertanyien i representaven principalment les comunitats ameríndies urbanes, i els seus líders eren joves i militants. Igual que els Panteres Negres i els Brown Berets, l'AIM es va organitzar inicialment per treballar pels drets civils dels amerindis a les ciutats. Els seus membres supervisaven les pràctiques d'aplicació de la llei, i treballaven per destacar i prevenir l'assetjament i la brutalitat policial. L'AIM aviat va exercir un paper important en la construcció d'una xarxa de centres amerindis urbans, esglésies i organitzacions filantròpiques. Va ajudar a establir el Circuit powwow, que publica notícies de les activitats de protesta arreu del país. Hàbil per a atreure l'atenció dels mitjans de comunicació, l'AIM va inspirar capítols locals i va escriure sobre temes polítics amerindis.
Alhora, molts joves amerindis van començar a recórrer als seus ancians per aprendre formes tribals, incloent la vestimenta tradicional i les pràctiques espirituals. L'activisme va portar a dècades de canvis en les comunitats d'amerindis i a l'augment de l'autonomia en el nivell tribal.
La dècada de 1960 també va marcar el començament d'un "renaixement amerindi" en literatura. Nous llibres com Custer Died for Your Sins (1969) de Vine Deloria Jr i el clàssic Black Elk Speaks (1961), reimprès des de la dècada de 1930, arribaren a milions de lectors dins i fora de les comunitats indígenes. Una àmplia varietat d'escriptors amerindis, historiadors amerindis i assagistes amerindis van publicar després d'aquests èxits i els nous autors van ser molt llegits. N. Scott Momaday guanyà el Premi Pulitzer amb una de les seves novel·les i Leslie Silko fou aclamat. Obres de ficció i de no-ficció sobre la vida i tradició dels amerindis han seguit atraient una gran audiència. Autors com Louise Erdrich i Michael Dorris s'han guanyat un reconeixement continu. Des de finals del segle xx, les novel·les de Sherman Alexie també han estat adaptades al cinema.
El 1969, en la marxa més llarga de 1978, el Moviment Red Power destacà qüestions mitjançant la protesta social. Els seus objectius eren, per al govern federal, fer acomplir les obligacions dels tractats i proporcionar recursos financers a "l'educació, l'habitatge i l'atenció sanitària per alleujar la pobresa." L'ARPM volia guanyar la participació ameríndia en les institucions socials; va tenir un paper decisiu en el suport a la fundació de les universitats ameríndies, així com en la creació d'estudis amerindis en els programes de les institucions existents, i en la creació de museus i centres culturals per a celebrar les contribucions ameríndies.
El Moviment Red Power havia aconseguit molts dels seus objectius en el moment en què l'activisme social directe es va reduir a la fi de 1970. "A principis de 1980, s'han creat als Estats Units més de 100 programes d'estudis amerindis. S'han obert museus tribals." Entre els més destacats dels centres culturals és el Museu Nacional de l'Indi Americà (NMAI), que va ser autoritzat pel Congrés dels Estats Units el 1989 i es va inaugurar en Mall a Washington, DC, el 2004; també té una branca de l'antiga casa de Duanes dels Estats Units, al Bowling Green, a Lower Manhattan.
Els drets dels indígenes s'han convertit en un assumpte internacional, i han sorgit molts grups d'activistes en moltes nacions. Les Nacions Unides han reconegut oficialment un moviment internacional dels drets indígenes.